# Błażej Krzywkowski
Błażej Krzywkowski (ur. 3 lutego 1878 w Strzelni, zm. 27 lub 28 grudnia 1940 w obozie Mauthausen-Gusen) – polski polityk, rolnik, działacz spółdzielczy i publicysta, poseł RP na Sejm Ustawodawczy oraz senator RP I kadencji.

## Życiorys
Syn Józefa, rolnika oraz powstańca styczniowego oraz Ludwiki z domu Żebrowskiej. Uczył się w gimnazjum w Mławie, którego ukończył dwie klasy. Był gminnym prezesem Polskiej Macierzy Szkolnej. Za udział w strajku szkolnym był więziony przez 4 tygodnie.
Był rolnikiem w Sokołowie i w Grudusku, gdzie prowadził spółdzielnię mleczarską, kółko rolnicze i sklep oraz rozprowadzał prasę konspiracyjną. Ponadto pełnił funkcje prezesa Towarzystwa Pożyczkowo-Oszczędnościowego, wiceprezesa Towarzystwa Rolniczego w Ciechanowie, wiceprezesa Centralnej Kasy Spółek Rolniczych oraz członka Zarządu Kółek Rolniczych w Warszawie. Działał w Lidzie Narodowej, a po odzyskaniu niepodległości przez Polskę w Narodowym Zjednoczeniu Ludowym i Związku Ludowo-Narodowym
W 1919 został wybrany posłem na Sejm Ustawodawczy z okręgu nr 4 (Ciechanów). Zasiadał w komisjach aprowizacyjnej i rolnej. Podczas kolejnych wyborów parlamentarnych w 1922 został senatorem RP z województwa warszawskiego. W Senacie był członkiem komisji gospodarstwa społecznego. Po zakończeniu kadencji w 1927 nie był już nigdy członkiem parlamentu. W kolejnych latach prowadził gospodarstwo rolne w Strzelni.
W kwietniu 1940 został aresztowany przez gestapo i przewieziony do obozu Dachau. 25 maja 1940 trafił do obozu Mauthausen-Gusen, gdzie zmarł 27 lub 28 grudnia 1940.

## Życie prywatne
W 1897 poślubił Teklę Stanisławę Morawską.

## Ordery i odznaczenia
- Srebrny Krzyż Zasługi (15 kwietnia 1929)[2]